# 卡西米爾不變量
在數學裏，卡西米爾不變量（又稱卡西米爾元或卡希米爾算子）是李代數的泛包絡代數中心的一個特別的元素。典型的例子是角動量算符的平方 J 2, 一個三維旋轉群的卡西米爾不變量。
卡西米爾元以亨德里克·卡西米爾命名。1931年，他確立了這個概念，以用在他對刚体动力学的描述當中。

## 定義
最常用的卡西米爾元是二次的。其最易定義，因此先在下文給出。然而，也有更高次的卡西米爾不變量，其對應高次的對稱齊次多項式，這些不變量在最後定義。

### 二次卡西米爾元
設 {\displaystyle {\mathfrak {g}}} 為一個 {\displaystyle n} 維半單李代數。設 B 為 {\displaystyle {\mathfrak {g}}} 上非奇異的二次型，並要求 B 在 {\displaystyle {\mathfrak {g}}} 的伴隨作用下不變，即對 {\displaystyle {\mathfrak {g}}} 中的任意 X,Y,Z, 都有 {\displaystyle B(ad_{X}Y,Z)+B(Y,ad_{X}Z)=0.} （例如，可取 B 為基灵型。）
設
{\displaystyle \{X_{i}\}_{i=1}^{n}}
為 {\displaystyle {\mathfrak {g}}} 的基，以及
{\displaystyle \{X^{i}\}_{i=1}^{n}}
為 {\displaystyle {\mathfrak {g}}} 關於 B 的對偶基，則 B 的卡西米爾不變量 {\displaystyle \Omega } 是泛包絡代數 {\displaystyle U({\mathfrak {g}})} 的元素
{\displaystyle \Omega =\sum _{i=1}^{n}X_{i}X^{i}.}
儘管上述定義取決於選取的基，可以證明所得的 Ω 與所選的基無關。另一方面，不同的二次型 B 可以給出不同的 Ω.  B 的不變性，說明卡西米爾元與李代數 {\displaystyle {\mathfrak {g}}} 的任何元素都可交換，因此是泛包絡代數 {\displaystyle U({\mathfrak {g}})} 的中心的元素。

### 線性表示和光滑作用的卡西米爾元
給定 {\displaystyle {\mathfrak {g}}} 在向量空間 V 上的李代數表示 ρ （允許無窮維），將 ρ(Ω) 稱為 ρ 的卡西米爾不變量，其為 V 上的線性算子，且由下式給出：
{\displaystyle \rho (\Omega )=\sum _{i=1}^{n}\rho (X_{i})\rho (X^{i}).}
此處假定了 B 為基靈型，否則必須指明 B.
該構造的特定形式，在微分幾何和大域分析中有重要作用。假設連通李群 G 的李代數 {\displaystyle {\mathfrak {g}}} 作用在微分流形 M 上，則在 M 的連續函數空間上，有 G 相應的表示 ρ. {\displaystyle {\mathfrak {g}}} 的元素均由 M 上的一階微分算子表示，於是，上式給出 ρ 的卡西米爾元，其為 M 上的二階微分算子，且在 G 的作用下不變。
更進一步，若 M 有度量张量，使得 G 的元素作為 M 的保距變換，可遞地作用在 M 上，且一點的穩定子 Gx 不可約地作用在切空間 TxM 上，則 ρ 的卡西米爾元是該度量的拉普拉斯算子的倍數。
也可定義更一般的卡西米爾不變量，其於弗雷德霍姆理論研究伪微分算子時用到。

### 一般情況
每個卡西米爾算子，都對應伴隨表示的對稱代數 {\displaystyle {\mbox{ad}}_{\mathfrak {g}}.} 的對稱齊次多項式。換言之，任何一個卡西米爾算子都具有下列形式：
{\displaystyle C_{(m)}=\kappa ^{ij\cdots k}X_{i}\otimes X_{j}\otimes \cdots \otimes X_{k},}
其中 m 是對稱張量 {\displaystyle \kappa ^{ij\cdots k}} 的階，且 {\displaystyle X_{i}} 組成 {\displaystyle {\mathfrak {g}}} 的基。域 K上的多项式环 {\displaystyle K[t_{i},t_{j},\cdots ,t_{k}]} 內，有 m 元對稱齊次多項式
{\displaystyle c_{(m)}=\kappa ^{ij\cdots k}t_{i}t_{j}\cdots t_{k}}
與該卡西米爾算子對應。龐卡萊–伯克霍夫–維特定理給出了泛包絡代數的顯式構造，由此可以證明上述的對應關係。
然而，並非每個對應張量（或對稱齊次多項式）都與一個卡西米爾算子對應。其必須與李括號顯見地可交換，即對每個基向量 {\displaystyle X_{i}}, 都滿足
{\displaystyle [C_{(m)},X_{i}]=0}.
考慮结构常数 fijk，其滿足
{\displaystyle [X_{i},X_{j}]=f_{ij}^{\;\;k}X_{k}.}
於是對於滿足上述條件的對稱多項式，可得
{\displaystyle f_{ij}^{\;\;k}\kappa ^{jl\cdots m}+f_{ij}^{\;\;l}\kappa ^{kj\cdots m}+\cdots +f_{ij}^{\;\;m}\kappa ^{kl\cdots j}=0.}
此為伊斯拉埃爾·蓋爾范德所得的結果。由該交換關係，可知卡西米爾元與李代數中的任意元素都可交換，從而卡西米爾元是在泛包絡代數的中心裏內。得益於此，李代數表示能以其卡西米爾元的特徵值來分類。
注意上述對稱多項式的線性和仍然是在中心裏。更甚者，諸卡西米爾元組成中心的一組基。若一個半單李代數的秩為 r, 即其嘉当子代数的維數為 r, 則其恰有 r 個卡西米爾元。

## 性質

### 唯一性
一個單李代數中，每個不變二次型皆為基灵型的倍數，所以對應的卡西米爾元唯一（允許相差一個常數的意義下）。對於一般的半單李代數，考慮其不變二次型組成的空間。半單李代數是若干單李代數的直和，因此該二次型空間中，對應每個單分量，恰有一個基向量。故卡西米爾元組成的空間中，也對應每個單分量，恰有一個基向量。

### 與 G 上拉普拉斯算子的關係
若 {\displaystyle G} 為李群，且其李代數為 {\displaystyle {\mathfrak {g}}}, 則 {\displaystyle {\mathfrak {g}}} 上的不變二次型對應 {\displaystyle G} 上的雙不變黎曼度量。並且， {\displaystyle {\mathfrak {g}}} 的泛包絡代數等同於 {\displaystyle G} 上的左不變微分算子空間。在此等同關係下，{\displaystyle {\mathfrak {g}}} 上雙線性型的卡西米爾元，對應 {\displaystyle G} 關於雙不變度量的拉普拉斯－贝尔特拉米算子。

### 推廣
卡西米爾算子是李代數的泛包絡代數的中心的特殊二次元素。換言之，卡西米爾算子是一個微分算子，其與李代數的生成元皆可交換。泛包絡代數中心裏，每個二次元素均是某個二次型的卡西米爾元。然而，中心內可以有其他（非二次）的元素。
由拉卡定理，半單李代數的泛包絡代數中心的維數，等於該李代數的秩。在任意的半單李群（即其李代數為半單李代數）上，可以利用卡西米爾元，定義群上的拉普拉斯算子。然而，按照上述關於秩的結論，當秩大於 1 時，無法類比地定義唯一的拉普拉斯算子。
根據定義，泛包絡代數的中心內，任何元素都與整個代數的元素可交換。由舒尔引理，任何既約表示中，卡西米爾算子必為恆等映射的倍數。該比例常數適用於李代數表示的分類（也就適用於李群表示的分類）。物理上，質量和自旋均屬該種常數，並且量子力学中許多量子数亦然。

## 例：so(3){\displaystyle {\mathfrak {so}}(3)}
考慮三維欧几里得空间的旋轉群 SO(3). 其李代數 {\displaystyle {\mathfrak {so}}(3)} 的秩為 1, 因此僅得一個獨立的卡西米爾元。旋轉群的基靈型為克羅內克δ, 故相應的卡西米爾不變量正是李代數的生成元 {\displaystyle L_{x},\,L_{y},\,L_{z}} 的平方和。換言之，卡西米爾元由等式
{\displaystyle L^{2}=L_{x}^{2}+L_{y}^{2}+L_{z}^{2}}
給出。
考慮 {\displaystyle {\mathfrak {so}}(3)} 的一個不可約表示。記其中 {\displaystyle L_{z}} 的最大特徵值為 {\displaystyle \ell }, 則 {\displaystyle \ell } 的可能取值為 {\displaystyle 0,1/2,1,3/2,\ldots .} 卡西米爾元的不變性可推出其為恆等算子 I 的倍數。該常數可以具體計算出，即：
{\displaystyle L^{2}=L_{x}^{2}+L_{y}^{2}+L_{z}^{2}=\ell (\ell +1)I.}
在量子力学中，常數 {\displaystyle \ell } 稱為總角動量量子數。對於旋轉群的有限維矩陣取值表示，{\displaystyle \ell } 總為整數或半整數（奇數的一半）。倘為整數，則該表示稱為玻色子表示（英語：bosonic representation)，否則稱為费米子表示（英語：fermionic representation)。
給定 {\displaystyle \ell }, 得到的矩陣表示是 {\displaystyle (2\ell +1)} 維的。例如 {\displaystyle {\mathfrak {so}}(3)} 的三維表示對應於 {\displaystyle \ell \,=\,1}, 由下列的生成元給出：
{\displaystyle L_{x}=i{\begin{pmatrix}0&0&0\\0&0&-1\\0&1&0\end{pmatrix}};\quad L_{y}=i{\begin{pmatrix}0&0&1\\0&0&0\\-1&0&0\end{pmatrix}};\quad L_{z}=i{\begin{pmatrix}0&-1&0\\1&0&0\\0&0&0\end{pmatrix}},}
其中照物理學常用的約定加入了 {\displaystyle i} 因子，使得諸生成元皆為自伴算子。
由此，可以手算二次卡西米爾元，結果為
{\displaystyle L^{2}=L_{x}^{2}+L_{y}^{2}+L_{z}^{2}=2{\begin{pmatrix}1&0&0\\0&1&0\\0&0&1\end{pmatrix}}.}
當 {\displaystyle \ell \,=\,1}時，{\displaystyle \ell (\ell +1)\,=\,2}, 故此例子與前段的一般結果一致。類似地，二維的表示以泡利矩陣作基，對應物理上自旋為 1/2 的粒子。

## 特徵值
由於卡西米爾元 {\displaystyle \Omega } 在泛包絡代數的中心內，其在一個單模（該代數的直和分解的一個分量）上的作用是乘上一個常數。設 {\displaystyle \langle ,\rangle } 為 {\displaystyle \Omega } 定義採用的對稱非退化二次型。記 {\displaystyle L(\lambda )} 為具有最高權 {\displaystyle \lambda } 的元素組成的有限維模（稱為該表示的最高權模）。則卡西米爾元 {\displaystyle \Omega } 在 {\displaystyle L(\lambda )} 的作用為乘常數 
{\displaystyle \langle \lambda ,\lambda +2\rho \rangle =\langle \lambda +\rho ,\lambda +\rho \rangle -\langle \rho ,\rho \rangle ,}
其中 {\displaystyle \rho } 為所有正根之和之半。
若 {\displaystyle L(\lambda )} 非平凡（即 {\displaystyle \lambda \neq 0}), 則上述常數非零。原因是，由於 {\displaystyle \lambda } 是優控的（英語：dominant, 即與任意正根的內積皆非負），若 {\displaystyle \lambda \neq 0}，則 {\displaystyle \langle \lambda ,\lambda \rangle >0}, 且 {\displaystyle \langle \lambda ,\rho \rangle \geq 0}, 故 {\displaystyle \langle \lambda ,\lambda +2\rho \rangle >0}. 此結果適用於魏爾完全可約性定理的證明。亦可不使用上述公式，而採用更抽象的嘉當判別法證明該常數非零。

## 延伸閱讀
- Jacobson, Nathan. . Dover Publications. 1979: 243–249. ISBN 0-486-63832-4.